# Rytmika (przebieg rytmiczny)
Rytmika (gr. ῥυθμικός rhytmikós – "miarowy") – w muzyce i tańcu wyrażenie określające całokształt zjawisk dotyczących przebiegu rytmicznego w utworze. Wiąże się z metrum, wyznacza miary czasu, porządkuje przebiegi rytmiczne przy pomocy regularnie powtarzających się akcentów. Rodzaj rytmiki wpływa na charakter muzyki, jest ona rodzajem pulsacji. Rytmika to również nauka o rytmie.
Ze względu na uporządkowanie można wyróżnić dwa rodzaje rytmiki:
- rytmika swobodna (niezwiązana z określonym metrum, a w muzyce wokalnej jest ona podporządkowana akcentom mowy. Przykładem rytmiki swobodnej jest pieśń "Bogurodzica");
- ustalona (występują w niej stałe, określone jednostki rytmiczne, w których akcenty przypadają na ogół regularnie). Rytmika taka nosi nazwę metrum.

Ze względu na uporządkowanie w utworach o określonym metrum:
- miarowa – jest jednostajna, podkreśla miary taktu
- zmienna – w rytmice zmiennej przy zachowaniu określonego metrum, jednostki rytmiczne zmieniają się co kilka taktów. np. W.A. Mozart – uwertura do opery Czarodziejski flet (KV 620).

Ze względu na strukturę:
- okresowa – zauważamy w niej stały schemat rytmiczny, powtarzający się wielokrotnie w równych odstępach czasowych. Przykładem rytmiki okresowej jest " Pieśń wieczorna" Stanisława Moniuszki
- motoryczna – posiada jednorodny rytm, drobne wartości rytmiczne, jest wykonywana w szybkim tempie. np. Lot trzmiela N. Rimskiego-Korsakowa

Ze względu na charakter:
- marszowa – formuły rytmiczne odpowiadające marszowym krokom
- taneczna – ma schematy rytmiczne oparte na schematach różnych tańców np. krakowiak